# Mirador (kommun i Brasilien, Paraná)
Mirador är en kommun i Brasilien.   Den ligger i delstaten Paraná, i den södra delen av landet, 1 000 km sydväst om huvudstaden Brasília. Antalet invånare är 2 327.
Trakten runt Mirador består i huvudsak av gräsmarker. Runt Mirador är det ganska glesbefolkat, med 24 invånare per kvadratkilometer.